# Shmuel Hayyim

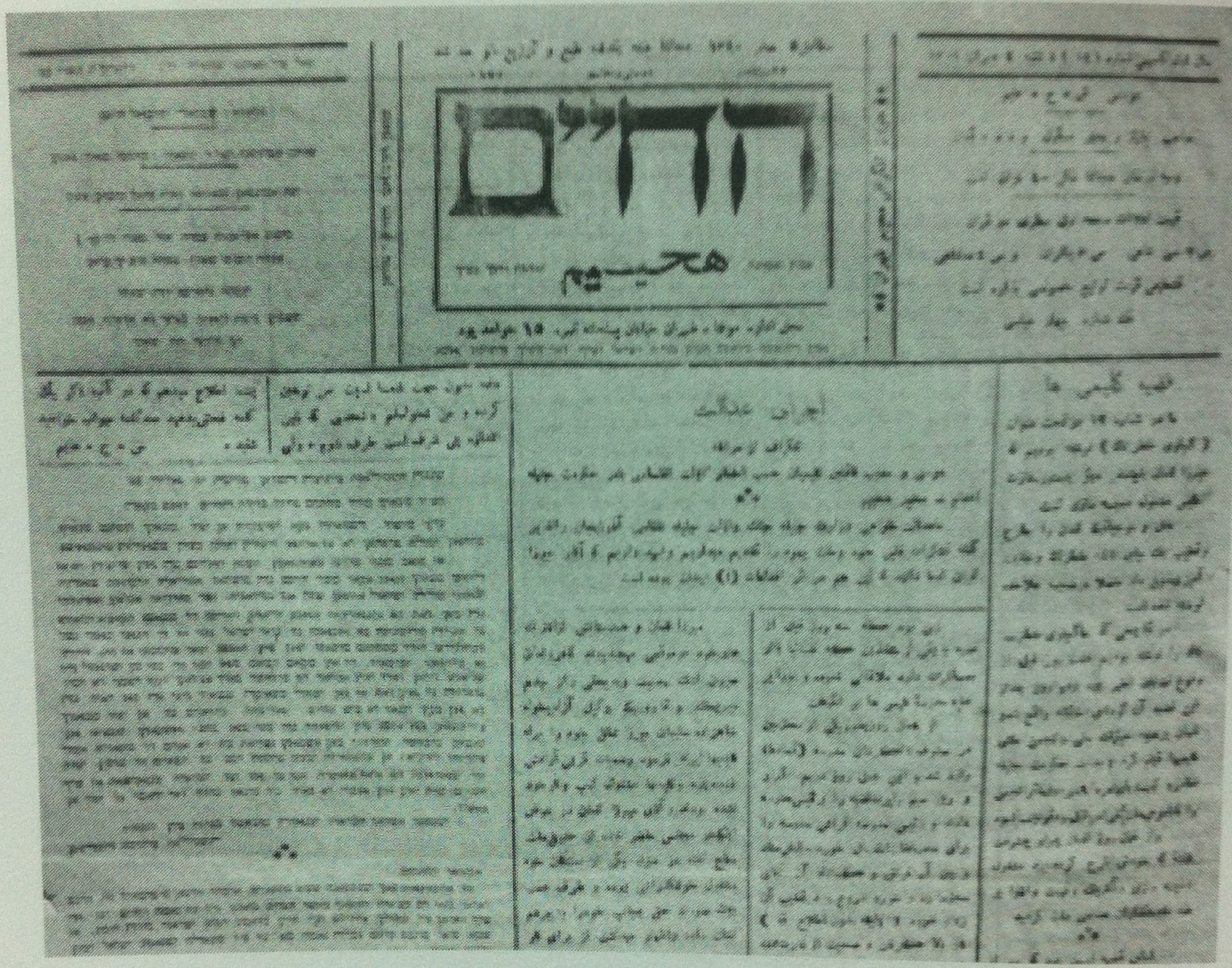
Förstasidan av tidningen Ha-Hayyim som publicerades mellan 1922 och 1925.

Shmuel Hayyim (hebreiska: שמואל חיים), även känd som Shmuel Eshagh Effendi eller ”Monsieur Hayyim”, född 1891 i Kermanshah i Persien, död 1931 i Teheran, var en persisk-judisk journalist, sionist och judisk ledare. Han var ledamot i det iranska parlamentet (Majlis) och grundare av den judiska tidningen Ha-Hayyim.

## Uppväxt
Shmuel Hayyim föddes 1891 i staden Kermanshah i västra Iran. Han studerade vid skolorna som drevs av Alliance Israélite Universelle, där han lärde sig flera främmande språk. År 1914 började han arbeta inom den iranska tullmyndigheten och knöt därigenom viktiga kontakter med brittiska diplomater i landet.

## Karriär
År 1920 flyttade Hayyim till Teheran där han inledde sin karriär som journalist. Två år senare började han ge ut tidningen Ha-Hayyim (hebreiska: ”Livet”), en tidskrift som riktade sig till Irans judiska befolkning. Tidningen, utkom mellan 1922 och 1925 och skrevs huvudsakligen på persiska, men innehöll även artiklar på hebreiska.
Hayyim använde tidningen som ett politiskt verktyg för att uppmuntra Irans judar att organisera sig politiskt och kräva sina rättigheter. Han publicerade kritiska artiklar om den iranska regeringens bristande skydd av judiska medborgare och ifrågasatte lagar med religiös diskriminering. Han vände sig även till Nationernas förbund för att söka internationellt stöd för Irans judar, och han spred aktivt sionistiska idéer inom den judiska minoriteten. Hans politiska aktivism skapade många fiender både inom och utanför regeringen.
År 1923 kandiderade han till den iranska nationalförsamlingen och vann med stor majoritet. Inför det sjätte parlamentsvalet stoppades dock hans kandidatur efter att Reza Khan låtit arrestera honom, i syfte att hindra honom från att väljas om. Detta banade väg för Ayoub Loghman Nehourai att vinna mandatet.

## Rättegång och död
Efter sin arrestering anklagades Hayyim för att ha konspirerat mot shahen och för att ha försökt störta monarkin till förmån för en republik. Anklagelserna saknade belägg och tros ha fabricerats av politiska motståndare. Han ställdes inför militärdomstol och dömdes till döden.
Shmuel Hayyim satt fängslad i sex år innan han abrupt avrättades genom arkebusering år 1931.  